# IAME Pampa
Le IAME Pampa est un tracteur agricole fabriqué par le constructeur argentin IAME  Fábrica de Tractores, une société d'Etat produisant des avions. 
C'est le premier tracteur agricole fabriqué en Argentine à partir du 7 octobre 1952 avec l'assistance technique de Fiat Trattori.

## Historique

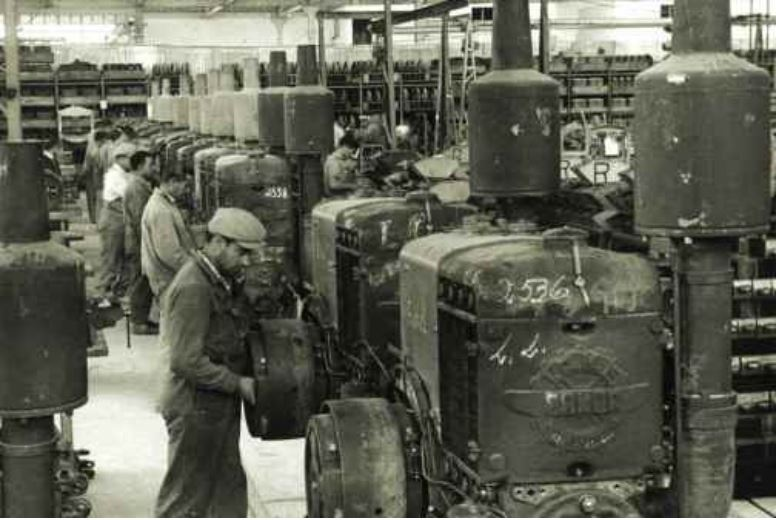
Chaîne de montage du IAME Pampa en 1955.

L'Argentine a toujours été un important pays agricole mais jamais aucun constructeur local n'a fabriqué des machines agricoles avant octobre 1952. Tous les matériels mécaniques utilisés par les agriculteurs argentins étaient importés d'Amérique du Nord ou d'Europe. Le groupe Fiat, via sa division Fiat Trattori, était présent en Argentine depuis 1919 et commercialisait localement ses modèles importés d'Italie.
Le gouvernement argentin, sous la présidence de Juan Perón qui s'était lancé dans une politique d'industrialisation par substitution aux importations, a voulu assurer une autonomie nationale aussi sans ce secteur et, au début de l'année 1952, missionne la société d'Etat IAME - Industrias Aeronáuticas y Mecánicas del Estado pour négocier avec un grand constructeur étranger de matériel agricole son aide pour concevoir et fabriquer un tracteur agricole national. Le décret Présidentiel Nº 4075 du 11 août 1952 valide un accord de coopération négocié par IAME avec Fiat Trattori et autorise IAME à créer une société filiale, IAME Fábrica de Tractores pour produire des tracteurs agricoles uniquement avec des composants nationaux 
Le choix du modèle de référence par les responsables argentins s'était porté sur le tracteur du constructeur allemand Lanz d'une puissance de 50 ch, un tracteur quasiment obsolète. Le modèle choisi, "Lanz Bulldog D.1506", équipé d'un moteur semi-Diesel, n'a été commercialisé qu'à partir de 1952. Équipé d'un moteur de conception ancienne, appelé à pression d'injection moyenne, avait un niveau de consommation moyen mais son défaut principal était d'être monocylindre deux-temps et d'engendrer d'importantes vibrations très mal acceptées par les utilisateurs qui préféraient les moteurs Diesel multicylindres au fonctionnement plus régulier et plus calme, proposés par les concurrents. 
On rapporte (?) que certains anti péronistes ont suspecté des responsables de ce projet d'avoir acquis 2 exemplaires du tracteur Lanz Bulldog D.1506 en Uruguay et d'en avoir démonté un entièrement pour copier les éléments constitutifs.

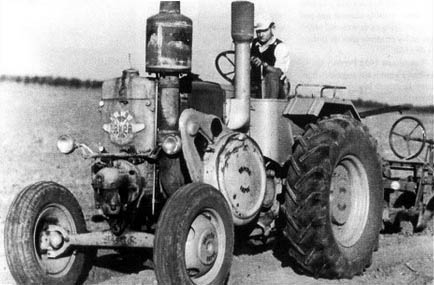
Châssis d'IAME Pampa en 1952.

Fiat Trattori participa à la conception des ateliers de production et à l'industrialisation du modèle. Le premier exemplaire fut fabriqué le 7 octobre 1952 dans un des ateliers de IAME. Le 31 décembre 1952, des tests en plein champ furent menés sur les 15 premiers exemplaires fabriqués, équipés d'un moteur argentin de 55 ch. 
De son côté, Fiat Trattori Italie cherchait depuis quelque temps à implanter une usine pour fabriquer localement ses matériels agricoles au lieu de les importer, mais la procédure était laborieuse. Les ventes du modèle Pampa ne décollant pas, IAME négocie les droits pour une licence de fabrication d'un modèle Fiat plus récent que le Pampa. FIAT accorde une licence à IAME Fábrica de Tractores qui produira son premier tracteur sous licence Fiat en juillet 1953. 
Le 28 juin 1954, Fiat livre les dernières machines-outils pour la nouvelle usine de tracteurs construite par IAME à "La Ferreyra" Córdoba et obtient l'autorisation pour créer une société filiale pour produire ses tracteurs. En fait, l'autorisation accordée à Fiat est plus complexe. Elle résulte d'une négociation dans laquelle Fiat crée une filiale nommée Fiat Someca Construcciones Córdoba S.A. plus simplement Fiat Concord qui doit racheter IAME Fábrica de Tractores ainsi que l'usine de Córdoba. Fiat devant également poursuivre la fabrication du modèle Pampa jusqu'en 1963. La production globale du modèle Pampa s'est élevée à 3 760 exemplaires en 11 ans.
Fiat Someca Concord devient ainsi le premier constructeur de tracteurs agricoles d'Argentine. En 1955, Fiat Grandi Motori Italie est à son tour autorisée à créer une filiale FIAT Grandes Motores Diesel et construit une seconde usine à Córdoba pour y fabriquer des moteurs industriels de très forte puissance, 800 Ch et plus. En 1957, Fiat Ferroviaria Italie reçoit une commande de 300 locomotives diesel de Ferrocarriles Argentinos (les chemins de fer argentins) et crée une filiale Fiat Materfer et une usine toujours à Córdoba, pour honorer cette commande sans précédent. Fiat-Materfer deviendra rapidement le premier fournisseur officiel des compagnies de chemin de fer d'Amérique latine.